# Tito Carnacini
Tito Carnacini (Bologna, 29 giugno 1909 – Forte dei Marmi, 26 settembre 1983) è stato un giurista italiano, rettore dell'Università di Bologna dal 1968 al 1976.

## Biografia
Laureatosi all'Università di Bologna nel 1930 con Enrico Redenti, del quale fu allievo, conseguì la libera docenza in diritto processuale civile nel 1934. Professore incaricato all'Università di Urbino dal 1934 al 1937, nel 1938 vinse il concorso a cattedra in diritto processuale civile, con una terna composta, oltre che da lui, da Enrico Allorio e Virgilio Andrioli.
Titolare all'Università degli Studi di Ferrara dal 1937 al 1939 e poi a quella di Modena fino al 1949, ove ricoprirà le funzioni di preside della Facoltà di giurisprudenza, fu chiamato dalla Facoltà di giurisprudenza dell'Università di Bologna prima alla cattedra di diritto del lavoro, e quindi nel 1955 a quella di diritto processuale civile.
Preside della Facoltà di giurisprudenza dal 1965 al 1968, poi di nuovo, quando era fuori ruolo, dal 1982 alla scomparsa, fu rettore dell'Università di Bologna dal 1968 al 1976 e presidente della conferenza dei rettori europei. Gli anni difficili del Paese lo videro al governo dell'Ateneo in cui, con raro equilibrio, adottò una strategia, ritenuta
“il prodotto di una scommessa difficile e, quel che importa, vinta. Carnacini convertì al calcolo costi-benefici e perciò alla razionalità i protagonisti di uno scontro che tra comportamenti illegali e repressione avrebbe potuto dare frutti amarissimi. Diciamolo esplicitamente: Carnacini impedì, o contribuì per buona parte ad impedire, che la rivolta degli studenti lasciasse semi capaci di svilupparsi in terrorismo”
(così F. MANCINI, Il liberale Tito Carnacini,  in Riv. trim. dir. e proc. civ., 1984, p. 630).
Membro dell'Accademia Nazionale dei Lincei, dell'Accademia delle scienze dell'Istituto di Bologna, e di numerose altre, fu per molti anni presidente dell'Associazione italiana fra gli studiosi del processo civile, direttore della Rivista trimestrale di diritto e procedura civile. Fu segretario del Comitato promotore dell'Istituto internazionale di diritto processuale (poi divenuta Associazione internazionale di diritto processuale).
Fece parte della commissione ministeriale che stese il testo del codice di procedura civile del 1940, occupandosi in particolare del processo di esecuzione, e partecipò ai lavori relativi al codice civile, nella parte relativa al libro sesto, sulla tutela dei diritti. Di riforme si occupò anche in seguito, redigendo pareri e partecipando ai lavori della commissione Liebman, come presidente della sottocommissione relativa all'esecuzione forzata ed ai processi speciali.
Ancor prima dell'8 settembre 1943, aderì al C.l.n. clandestino, cui partecipò attivamente.
Dal punto di vista scientifico, si formò alla scuola di Enrico Redenti, di cui fu poi il successore. Prima ancora della laurea affrontò periodi di studio a Vienna, ove incontrò la cultura mitteleuropea, in particolare la cultura giuridica facente capo ad Hans Kelsen.
Nel 1934 pubblicò quattro saggi sull'esecuzione forzata, prodromici alla prima monografia Contributo allo studio del pignoramento. Nel 1937 pubblicò Il litisconsorzio nelle fasi di gravame, ove indagò e risolse uno degli aspetti più complessi della disciplina delle impugnazioni.
L'impegno negli studi (è ancora del 1937 la voce Arbitri per il Nuovo digesto italiano, in collaborazione con Vasetti ed altri scritti minori) lo portò, a ventotto anni, alla vittoria concorsuale. All'arbitrato dedicò negli anni successivi importanti studi.
Nel 1941 pubblicò, in edizione fuori commercio, il saggio storico Espropriazione individuale e pluralità dei creditori.
Ancora nel 1941 pubblicò in edizione provvisoria Volontà finale e tecnica della parte nel processo civile, che poi, completamente rifatto, diventò il saggio Tutela giurisdizionale e tecnica del processo, in Studi in onore di Enrico Redenti, II, Milano, 1951, p. 693 ss., trattazione di teoria generale del diritto, come tale oggetto di studio non solo da parte dei processualisti.

## Riconoscimenti
Il comune di Bologna gli ha dedicato un viale nei pressi del quartiere Pilastro.